# Paul Kariuki Njiru
Paul Kariuki Njiru (Kathunguri, 11 de março de 1963) - sacerdote católico queniano, bispo de Wote desde 2023.
Foi ordenado sacerdote em 1º de março de 1993 e incardinado na diocese de Embu. Durante vários anos trabalhou como vigário em Kairuri, combinando o trabalho na paróquia com a função de secretário da comissão curial para a educação. Em 1996-2002 estudou em Roma e, depois de regressar à Polónia, tornou-se novamente secretário da comissão educativa. Em 2003 tornou-se professor no seminário de Nyeri.
Em 9 de maio de 2009, o Papa Bento XVI o nomeou Bispo Ordinário da Diocese de Embu. Foi ordenado bispo em 25 de julho de 2009 pelo Metropolita de Nairobi - Cardeal John Njue. 